# Diplothelopsis ornata
Diplothelopsis ornata är en spindelart som beskrevs av Albert Tullgren 1905. Diplothelopsis ornata ingår i släktet Diplothelopsis och familjen Nemesiidae. Inga underarter finns listade i Catalogue of Life.